# Sin noticias de Gurb
Sin noticias de Gurb (lit. ‘Sense notícies de Gurb’) és una novel·la de l'escriptor català Eduardo Mendoza l'any 1991. La novel·la ha estat traduïda a l'anglès, francès, alemany, italià, danès, polonès, gallec, romanès, búlgar i esperanto. Segons la nota de l'autor que precedeix la reedició de la novel·la el 1999, "Sin noticias de Gurb es quizás el libro mío que más se ha vendido". Va ser publicada per entregues en el diari El País.
En aquest llibre es relata la recerca d'un extraterrestre, anomenat Gurb, el qual ha desaparegut misteriosament després d'adoptar l'aparença de Marta Sánchez, a la ciutat de Barcelona, poc abans de les Olimpíades. El narrador no és en Gurb, sinó un altre extraterrestre que surt a trobar-lo convertit en el comte-duc d'Olivares. Així i tot, la seva aparença va canviant mentre dura la trama, i el seu diari constitueix la guia de la narració. El protagonista comença la història amb unes idees i objectius que van canviant a la vegada que ell canvia per adaptar-se a la forma de vida del planeta Terra.
El relat es basa en la sàtira i la paradoxa. L'autor converteix la ciutat absurda i quotidiana en l'escenari d'una carnavalada que mostra una caricatura de l'ésser humà urbà i consumista actual i revela l'acerada consciència artística de l'escriptor.

## Personatges
Donat el caràcter paròdic del text i atesa la seva producció circumstancial com explica el mateix autor en el pròleg, hi desfilen personatges sense cap desenvolupament psicològic que representen una percepció dels comportaments més tòpics i convencional tal com podria ser observat, i de vegades malinterpretat, per un extraterrestre. 
- Extraterrestre protagonista: Busca desesperadament el seu amic Gurb. És tímid i intenta no cridar l'atenció, cosa que no aconsegueix, ja que adopta, gràcies als seus poders, la forma de personatges famosos com Paquirrín, l'almirall Yamamoto, el duc de Kent, Alfons V, etc.
- Gurb: És l'amic del protagonista, és qui domina millor els mecanismes de la nau i desapareix en arribar a la Terra. És extravertit i decidit, i s'adapta a la perfecció a la vida de la Terra, fins al punt de no voler tornar al seu planeta. Adopta forma de dona amb l'aparença de Marta Sánchez i les aventures que viu evidencien els tòpics que s'associen amb el comportament i vivències d'una dona de físic atractiu.
- La veïna: És una noia jove, guapa i educada, de la qual el protagonista s'enamora. És mare soltera i té un fill i un gos. El protagonista intenta seduir-la visitant reiteradament el seu pis per demanar-li coses, també l'espia en diferents moments i fins i tot li intenta escriure cartes d'amor.
- Senyora Mercedes i senyor Joaquim: Són els amos del bar on va sempre el protagonista, i els seus millors amics terrícoles. Són bastant grans, i Mercedes té problemes de salut. Ella és la que cuina, està a tota hora darrere la barra. Veiem clarament que és indispensable en el moment que té problemes de salut. És llavors quan es mostra la bona relació amb l'alienígena, ja que li confien el bar. Veiem que en aquest cas, la senyora Mercedes s'estableix en el món de l'alienígena des d'un rol matern; l'aconsella en diversos temes sentimentals, només entrar per la porta del bar ja li treu el que ell demana per menjar sempre, etc.
- La portera: Treballa a l'escala on viu el protagonista. Parla molt amb ella encara que no surti en gaires ocasions, sobretot de la veïna i de com captivar-la. Al final del relat el protagonista li regala el seu pis com a agraïment per haver-lo ajudat.
- Pepe Rovelló: És un home de negocis que coneix el protagonista en un club nocturn. El protagonista l'ha de reanimar perquè no s'aguanta dret per culpa de l'estrès que pateix.[4]

Els personatges femenins mencionats són els únics que apareixen de forma recurrent i la seva funció en el text és mostrar una realitat observada per algú completament aliè als usos i costums del nostre món, sense prejudicis ni empatia, deixant en ridícul comportaments habituals dels humans. A part d'aquestes tres dones hi ha altres escenes on surten desconegudes amb les que el protagonista no hi té un tracte precisament amable.
El dia 12 per exemple, dins un bar entre una colla d'homes hi ha una dona la qual qualifica de "guarrona" i "furcia", aquesta es treu els diners de la pitrera amb els que pretén pagar la compte de la colla, ells no li ho permeten, ja que "los tienen muy bien puestos". Al final de tot l'alienígena es baralla amb un individu per protegir la noia, com si ella no ho pogués fer sola i diu "a mi novia no le falta nadie".